# HD38104
HD38104 — хімічно пекулярна зоря спектрального класу A1, що має  видиму зоряну величину в смузі V приблизно  5,5.
Вона  розташована на відстані близько 482,5 світлових років від Сонця.

## Фізичні характеристики
Зоря HD38104 обертається 
порівняно повільно 
навколо своєї осі. Проєкція її екваторіальної швидкості на промінь зору становить  Vsin(i)= 29км/сек.

## Пекулярний хімічний вміст
Зоряна атмосфера HD38104 має підвищений вміст 
Cr
.

## Магнітне поле
Спектр даної зорі вказує на наявність магнітного поля у її зоряній атмосфері.
Напруженість повздовжної компоненти поля оціненої з аналізу
становить  367,7± 220,0 Гаус.